# Friedhelm Frischenschlager

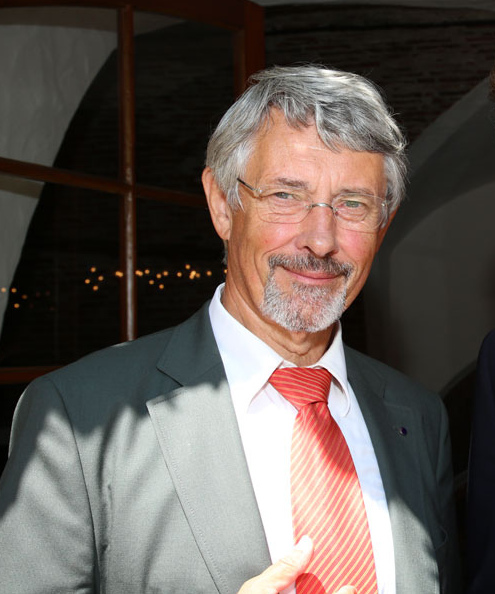
Friedhelm Frischenschlager (2014)

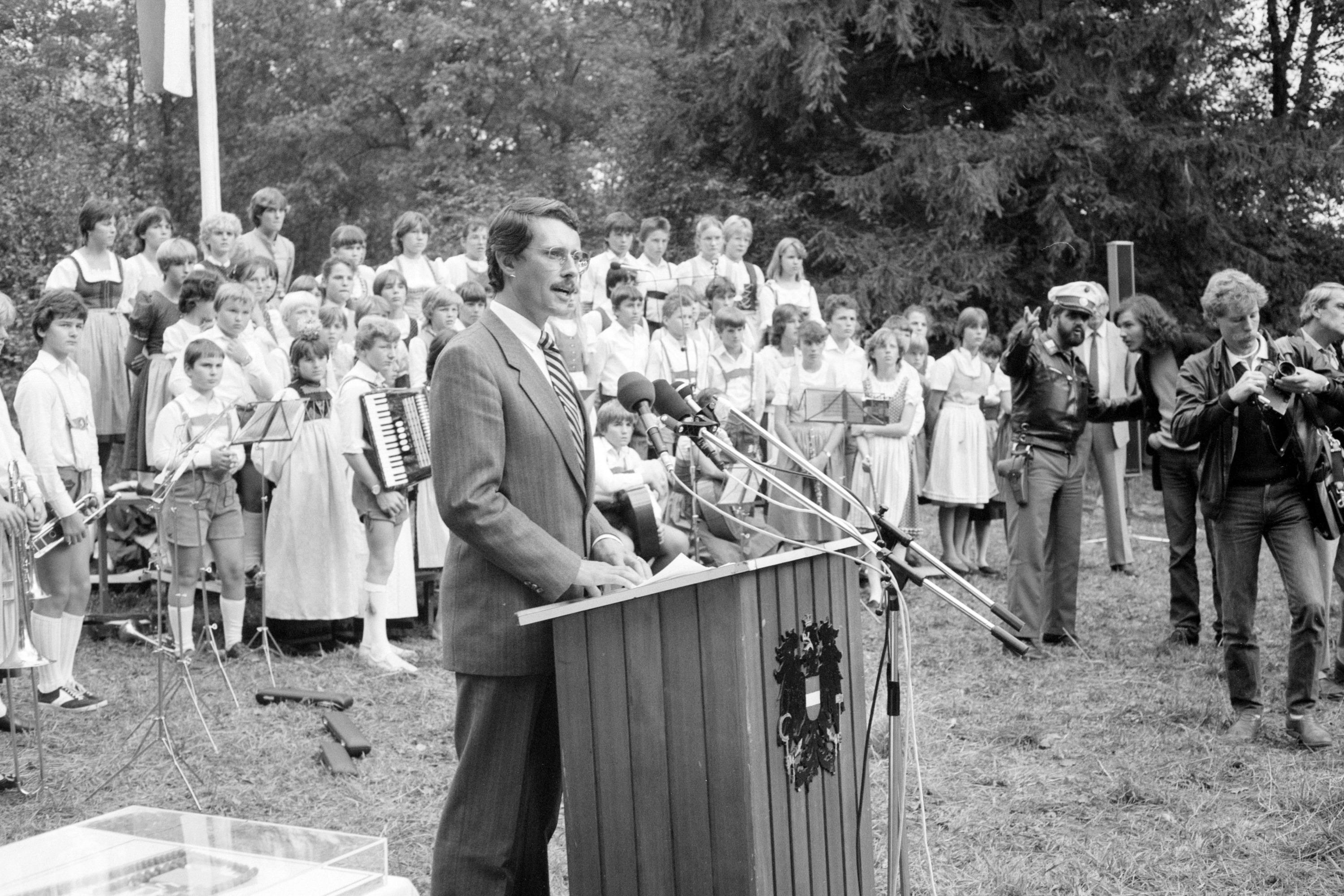
Friedhelm Frischenschlager im Jahr 1984 als österreichischer Verteidigungsminister

Friedhelm Frischenschlager (* 6. Oktober 1943 in Salzburg) ist ein österreichischer Politiker (zunächst FPÖ, ab 1993 LIF bzw. NEOS).

## Leben
Nach dem Studium der Rechte an der Universität Wien (Dr. iur.) 1963 bis 1969 und hochschulpolitischen Tätigkeiten in den 1960er Jahren fand Frischenschlager in den 1970er Jahren über die Salzburger Kommunalpolitik den Weg in den Nationalrat (1977 bis 1983; 1986 bis 1996). Während der SPÖ-FPÖ-Koalition unter Fred Sinowatz und Norbert Steger bekleidete er das Amt des Bundesministers für Landesverteidigung (1983 bis 1986).
Aufsehen erregte Frischenschlager, als er 1985 den NS-Kriegsverbrecher Walter Reder, ehemals SS-Sturmbannführer, der als Befehlshaber beim Massaker von Marzabotto, des schlimmsten Kriegsverbrechens deutscher Truppen in Italien, zu lebenslanger Haft verurteilt worden war, bei dessen Rückkehr nach Österreich per Handschlag begrüßte. Später bedauerte Frischenschlager mangelnde Sensibilität in dieser Angelegenheit. Oftmals wird behauptet, dass es gerade mit der Diskussion um den „Reder-Skandal“ zum ersten Mal zu einer breiteren Auseinandersetzung mit der nationalsozialistischen Vergangenheit vieler Österreicher kam.
Von 1986 bis 1990 bekleidete er das Amt des Klubobmanns des FPÖ-Parlamentsklubs. 1993 verließ er gemeinsam mit Heide Schmidt und anderen Abgeordneten die FPÖ wegen Differenzen über die EG-Politik, den Minderheitenschutz, die Integration von Einwanderern und den politischen Stil der Partei und gründete das Liberale Forum (LIF). Von 1996 bis 1999 war Frischenschlager Abgeordneter des LIF zum EU-Parlament (MdEP).
Von 2005 bis 2007 war Frischenschlager Generalsekretär des Dachverbandes UEF (Union Europäischer Föderalisten). Im November 2007 wurde er zum neuen Bundesvorsitzenden der Europäischen Föderalisten Österreichs gewählt.
Im Interview mit Otmar Lahodynsky im profil bedauerte Frischenschlager Ende 2014 eine verpasste Sternstunde der Sicherheitspolitik: „Letztlich haben sie [ÖVP] die Beibehaltung der Wehrpflicht ausgerechnet mit dem Wehrersatzdienst propagandistisch argumentiert.“
Mit der Vereinigung des Liberalen Forums mit NEOS ist Frischenschlager NEOS-Mitglied. Seitdem arbeitet er gelegentlich als einfaches Parteimitglied an der Ausarbeitung von Leitfäden und Positionspapieren mit, u. a. zur Verteidigungspolitik.
Friedhelm Frischenschlager ist einer von sieben Vizepräsidenten (Stand 2025) der Europäischen Bewegung Österreich.

## Auszeichnungen
- 1986: Großes Goldenes Ehrenzeichen am Bande für Verdienste um die Republik Österreich[10]
- Komtur des Nordstern-Ordens